# Jan Jarosz (entomolog)
Jan Jarosz (ur. 13 września 1939 w Żurawicy, zm. 3 stycznia 2000 w Niedrzwicy Kościelnej) – polski entomolog.

## Życiorys
W 1964 ukończył studia magisterskie na Uniwersytet Marii Curie-Skłodowskiej, w 1972 doktoryzował się, w 1979 przedstawił pracę habilitacyjną, od 1981 był docentem i pełnił funkcję kierownika Zakładu Patologii Owadów. W 1989 został profesorem nadzwyczajnym, w 1996 profesorem zwyczajnym. 
Zajmował się patogenezą chorób owadów, które wywoływane są przez bakterie i nicienie entomopatogenne, a także mechanizmami odporności przeciwzakaźnej owadów. Interesowała go rola symbiotycznej mikroflory bakteryjnej w metamorfozie owadów i lokalnej odporności jelitowej owada-gospodarza. Prowadził pierwsze w Polsce badania w zakresie patologii i immunologii owadów, był twórcą polskiej szkoły immunologii porównawczej i rozwojowej bezkręgowców. Prowadził badania nad hypersyntezą lizozymu hemolimfy i kinetyką indukcji cekropin i attacyn. Wykazał obecność w hemolimfie owadów polipeptydów i białek o aktywności przeciwbakteryjnej oraz gatunkowo specyficznych białek związanych z poszczególnymi stadiami rozwojowymi owada. Jan Jarosz wyjaśnił rolę egzoproteinazy w inwazjach wywołanych przez entomopatogenne nicienie. 
Dorobek naukowy obejmuje 230 publikacji naukowych, 7 podręczników akademickich oraz 3 patenty. 
Pochowany został na cmentarzu komunalnym na Majdanku (kwatera S5Z16/1/10). 

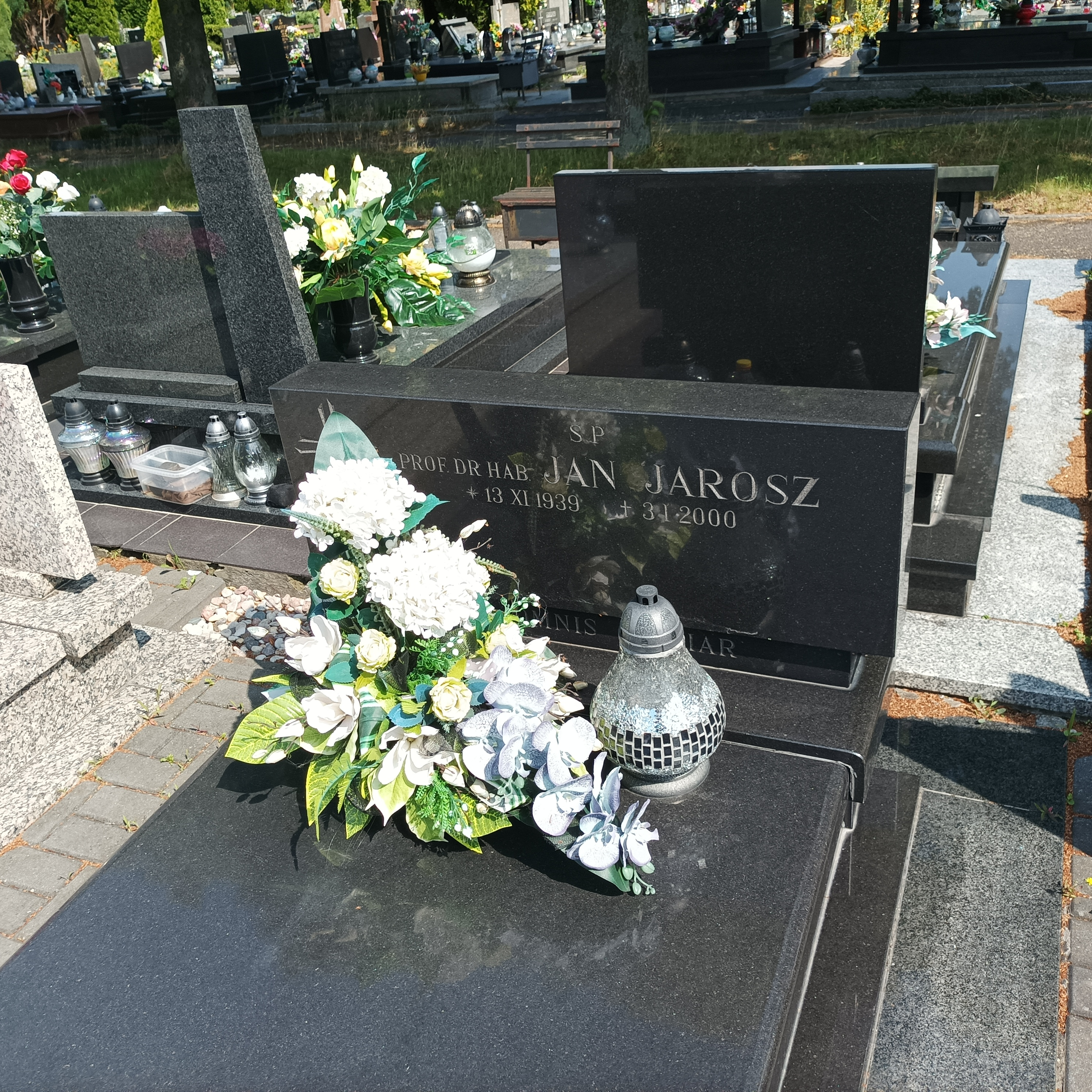
Grób prof. Jana Jarosza na cmentarzu komunalnym na Majdanku w Lublinie

## Odznaczenia i nagrody
- Srebrny Krzyż Zasługi (1985);
- Krzyż Kawalerski Orderu Odrodzenia Polski (1990);
- Nagroda MEN (1991);
- nagroda zespołowa WNRiL PAN (1996);
- tytuł Man of the Year Amerykańskiego Instytutu Biograficznego (1995).